# Rhabdoblatta perplexa
Rhabdoblatta perplexa är en kackerlacksart som först beskrevs av Johann Gottlieb Otto Tepper 1895.  Rhabdoblatta perplexa ingår i släktet Rhabdoblatta och familjen jättekackerlackor. Inga underarter finns listade i Catalogue of Life.